# Acalolepta mausoni
Acalolepta mausoni är en skalbaggsart som först beskrevs av Stefan von Breuning 1954.  Acalolepta mausoni ingår i släktet Acalolepta och familjen långhorningar. Inga underarter finns listade i Catalogue of Life.